# Phạm Khắc Rậu
Phạm Khắc Rậu (30 tháng 4 năm 1921 – 30 tháng 5 năm 2002) là luật sư và nhà ngoại giao người Việt Nam, từng giữ chức Lãnh sự Quốc gia Việt Nam và Việt Nam Cộng hòa tại Singapore, đồng thời là Đại biện lâm thời Công sứ quán Việt Nam Cộng hòa tại Malaya.

## Tiểu sử
Phạm Khắc Rậu sinh ngày 30 tháng 4 năm 1921 tại Nam Định, Bắc Kỳ, Liên bang Đông Dương. Tên "Rậu" của ông bắt nguồn từ năm sinh (năm Đinh Dậu). Năm 1942, ông tốt nghiệp Khoa Luật Viện Đại học Đông Dương.
Năm 1948, ông trở thành kiểm toán viên cao cấp về thuế thu nhập tại Hà Nội. Năm 1950, ông bắt đầu bước chân vào phục vụ trong ngành ngoại giao. Năm 1952, ông giữ chức vụ Trưởng phòng Pháp chế và Lãnh sự Bộ Ngoại giao Quốc gia Việt Nam.
Năm 1954, ông được bổ nhiệm làm Lãnh sự đầu tiên của Quốc gia Việt Nam (sau này là Việt Nam Cộng hòa, được biết đến rộng rãi là Nam Việt Nam) tại Singapore, và từ năm 1957 trở đi, ông đồng thời giữ chức Đại biện lâm thời tại Malaya. Về sau, ông còn làm Đại biện lâm thời Đại sứ quán Việt Nam Cộng hòa tại Hoa Kỳ.
Ông qua đời ngày 30 tháng 5 năm 2002 tại Hoa Kỳ.

## Đời tư
Phạm Khắc Rậu đã kết hôn và có bốn người con.